# John Abramovic
John Abramovic, Jr. (Etna, Pensilvania, 9 de febrero de 1919-Ormond Beach, Florida, 9 de julio de 2000) fue un baloncestista estadounidense que disputó dos temporadas en la BAA y una más en la NBL. Con 1,91 metros de estatura, jugaba en la posición de alero.

## Trayectoria deportiva

### Universidad
Jugó durante tres temporadas con los Tigers del Salem College, promediando en sus dos últimas temporadas casi 30 puntos por partido, liderando el país en todas sus categorías. Posee hoy en día lor récords de su universidad de más puntos en un partido (57) y en una temporada (777). Es el único jugador de su universidad en llegar a jugar en la BAA o la NBA en toda su historia.

### Profesional
Tras pasar tres años en la Armada de los Estados Unidos durante la Segunda Guerra Mundial, en 1946 ficha por los Pittsburgh Ironmen de la BAA, donde en su única temporada en el equipo se convierte en el segundo mejor anotador, tras Coulby Gunther, promediando 11,2 puntos por partido.
Al año siguiente la franquicia desaparece, produciéndose un draft de dispersión, siendo elegido por los Boston Celtics, quienes automáticamente lo traspasan a St. Louis Bombers a cambio de George Munroe. Pero tras jugar solo 4 partidos es despedido, fichando como agente libre por los Baltimore Bullets, donde tampoco tiene suerte, jugando 5 partidos en los que anota 2 puntos en total.
Ficha entonces por los Syracuse Nationals, en ese momento en la NBL, donde jugaría su última temporada como profesional, promediando 5,3 puntos por partido.

## Estadísticas de su carrera en la BAA

### Temporada regular
| Temporada | Edad | Equipo             | Liga | P  | TIT | MIN | TC  | TCA  | %TC  | 3P | 3PA | %3P | TL  | TLA | %TL  | R.OF. | R.DEF. | REB | ASIS | ROB | TAP | PER | FP  | PTS  |
| 1946-47   | 27   | Pittsburgh Ironmen | BAA  | 47 |     |     | 4.3 | 17.7 | .242 |    |     |     | 2.6 | 3.8 | .691 |       |        |     | 0.7  |     |     |     | 3.4 | 11.2 |
| 1947-48   | 28   | TOTAL              | BAA  | 9  |     |     | 0.1 | 2.3  | .048 |    |     |     | 0.4 | 0.8 | .571 |       |        |     | 0.2  |     |     |     | 1.1 | 0.7  |
| 1947-48   | 28   | St. Louis Bombers  | BAA  | 4  |     |     | 0.3 | 2.5  | .100 |    |     |     | 0.5 | 1.0 | .500 |       |        |     | 0.3  |     |     |     | 1.3 | 1.0  |
| 1947-48   | 28   | Baltimore Bullets  | BAA  | 5  |     |     | 0.0 | 2.2  | .000 |    |     |     | 0.4 | 0.6 | .667 |       |        |     | 0.2  |     |     |     | 1.0 | 0.4  |
| Total     |      |                    | BAA  | 56 |     |     | 3.6 | 15.3 | .237 |    |     |     | 2.3 | 3.3 | .686 |       |        |     | 0.7  |     |     |     | 3.1 | 9.5  |